# Фенсон, Боб
Ро́берт (Боб) Фе́нсон (англ. Robert "Bob" Fenson; род. май 1946, Бемиджи, Миннесота) — американский кёрлингист, тренер по кёрлингу и спортивный функционер.
В составе мужской сборной США участник чемпионата мира 1979 (заняли 5-е место). Участвовал как кёрлингист в пяти чемпионатах США среди мужчин, его команда стала чемпионом в 1979.
Как тренер многократно тренировал клубные команды для участия в чемпионатах США, мужские и женские сборные США на чемпионатах мира, а также был тренером мужской сборной США, возглавлявшейся его сыном Питом, на зимних Олимпийских играх 2006, где они выиграли бронзовые медали.
Как спортивный функционер Роберт Фенсон был президентом Ассоциации кёрлинга США в 2003—2004, членом Совета управляющих (англ. Board of Directors) Ассоциации в 1992—2008, представителем от США во Всемирной федерации кёрлинга.
В 2010 введён в Зал славы Ассоциации кёрлинга США.

## Достижения
- Чемпионат США по кёрлингу среди мужчин: золото (1979).
- Чемпионат мира по кёрлингу среди ветеранов: серебро (2003).
- Тренер года по кёрлингу в США (англ. USA Curling’s Coach of the Year): 1997, 2006[4].

## Команды
| Сезон   | Четвёртый     | Третий        | Второй        | Первый          | Запасной         | Турниры                       |
| ------- | ------------- | ------------- | ------------- | --------------- | ---------------- | ----------------------------- |
| 1978—79 | Скотт Бэрд    | Дэн Халупцок  | Марк Халупцок | Боб Фенсон      |                  | ЧСША 1979 · ЧМ 1979 (5 место) |
| 1980—81 | Марк Халупцок | Дэн Халупцок  | Боб Фенсон    | John Iserealson |                  | ЧСША 1981                     |
| 1985—86 | Скотт Бэрд    | Дэн Халупцок  | Марк Халупцок | Боб Фенсон      |                  | ЧСШАМ 1986                    |
| 1987—88 | Скотт Бэрд    | Дэн Халупцок  | Марк Халупцок | Боб Фенсон      |                  | ЧСШАМ 1988                    |
| 2002—03 | Скотт Бэрд    | Марк Халупцок | Боб Фенсон    | Bob Naylor      | Richard Reierson | ЧМВ 2003                      |

(скипы выделены полужирным шрифтом)

## Результаты как тренера
национальных сборных:
| Год  | Турнир                                        | Сборная           | Место |
| ---- | --------------------------------------------- | ----------------- | ----- |
| 2000 | Чемпионат мира по кёрлингу среди женщин 2000  | США (женщины)     | 6     |
| 2003 | Чемпионат мира по кёрлингу среди мужчин 2003  | США (мужчины)     | 8     |
| 2005 | Чемпионат мира по кёрлингу среди мужчин 2005  | США (мужчины)     | 6     |
| 2006 | Зимние Олимпийские игры 2006                  | США (мужчины)     | 3     |
| 2006 | Чемпионат мира по кёрлингу среди мужчин 2006  | США (мужчины)     | 4     |
| 2007 | Чемпионат мира по кёрлингу среди юниоров 2007 | США (юниоры жен.) | 4     |

клубных команд:
| Год  | Турнир                                          | Команда / Скип | Место |
| ---- | ----------------------------------------------- | -------------- | ----- |
| 2000 | Чемпионат США по кёрлингу среди женщин 2000     | Эми Райт       | 1     |
| 2003 | Чемпионат США по кёрлингу среди мужчин 2003     | Пит Фенсон     | 1     |
| 2005 | Чемпионат США по кёрлингу среди мужчин 2005     | Пит Фенсон     | 1     |
| 2005 | Американский олимпийский отбор по кёрлингу 2005 | Пит Фенсон     | 1     |
| 2006 | Чемпионат США по кёрлингу среди мужчин 2006     | Пит Фенсон     | 1     |

## Частная жизнь
Старший представитель большой семьи кёрлингистов. Его родители играли в кёрлинг, и Боб по их примеру стал заниматься кёрлингом в 1960 в возрасте 13 лет. Его сын Пит Фенсон — многократный чемпион США по кёрлингу, бронзовый призёр чемпионатов мира и зимних Олимпийских игр, другой сын Эрик — также кёрлингист, как и внуки — сыновья Пита Алекс и Грэм (Graem Fenson), а также сын Эрика Рили (Riley Fenson).